# Staurogyne bicolor
Staurogyne bicolor är en akantusväxtart som först beskrevs av Gottfried Wilhelm Johannes Mildbraed, och fick sitt nu gällande namn av D. Champluvier. Staurogyne bicolor ingår i släktet Staurogyne och familjen akantusväxter. Inga underarter finns listade i Catalogue of Life.